# Magyar Szabadalmi Ügyvivői Kamara
A Magyar Szabadalmi Ügyvivői Kamara, a szabadalmi ügyvivők köztestülete. Magyarország egész területére kiterjedő illetékességgel jár el, székhelye Budapest. Magyarországon szabadalmi ügyvivőként csak az működhet, aki a Kamara tagja.
Alapszabályát az alakuló közgyűlés 1996. október 30-án fogadta el. (Azóta több módosítás történt.)

## Szervezete

### A Kamara szervei
- a) a közgyűlés,
- b) az elnökség,
- c) a fegyelmi bizottság és
- d) a számvizsgáló bizottság.[1]

### Tisztségviselői
- az elnök,
- a két alelnök és
- a pénztáros.[1]

## Feladatköre
- ellátja a szabadalmi ügyvivőkről szóló törvényben meghatározott közfeladatokat, valamint képviseli a szabadalmi ügyvivők érdekeit, védi a szabadalmi ügyvivők jogait, őrködik a szabadalmi ügyvivői kötelezettségek teljesítésén, és őrzi a szabadalmi ügyvivői kar tekintélyét.
- véleményezési joggal részt vesz a szabadalmi ügyvivői tevékenységet érintő jogszabályok előkészítésében; az iparjogvédelemmel kapcsolatos általános kérdésekben jogosult véleményt nyilvánítani, és az illetékes állami szervek felé javaslatot tenni.
- fedezi a működésével összefüggő kiadásokat (a szabadalmi ügyvivők kamarai tagdíjából és egyéb bevételeiből) [2]
- nyilvántartást vezet a szabadalmi ügyvivőkről és a szabadalmi ügyvivőjelöltekről, valamint a szabadalmi ügyvivői irodákról és a szabadalmi ügyvivői társaságokról [3]

## A Kamara eljárása közigazgatási hatósági ügyekben
A Kamara közigazgatási hatóságként jár el a szabadalmi ügyvivői törvényben meghatározott  ú.n. kamarai hatósági ügyekben.